# Joži Kališnik
Joži Kališnik (polno ime Jožica Kališnik), slovenska pevka, * 4. april 1948, Špitalič pri Kamniku.
Joži Kališnik je bila v zadnjem obdobju Ansambla bratov Avsenik mezzosopranistka v pevskem tercetu, kjer je nadomestila dolgoletno pevko Emo Prodnik.

## Življenje
Joži Kališnik se je rodila 4. aprila 1948 v Špitaliču pri Kamniku. Pevski talent je podedovala po očetovi in materini strani, saj sta oba imela v družini dobre pevce. Predvsem pri mami, kjer je bilo štirinajst otrok, so veliko prepevali ob nedeljskih popoldnevih in večerih. Joži ima še dva brata in eno sestro. V 7. razredu osnovne šole je skupaj s sošolko osvojila 1. mesto na radijski oddaji Pokaži, kaj znaš. Nastopili sta z Avsenikovo pesmijo Moj rodni dom, moj rodni kraj. Po osnovni šoli je zaključila še srednjo administrativno šolo v Kranju in kot administratorka osemnajst let delala na kamniški občini in v tovarni usnja Utok v Kamniku.
Na enem izmed avtobusnih izletov jo je med prepevanjem opazil profesor Viktor Mihelčič, ki jo je povabil v kamniški ženski zbor Solidarnost, kjer je dobila tudi solistične točke. S tem zborom je leta 1982 nastopila na javni radijski oddaji Koncert iz naših krajev. Tam jo je opazil urednik Kajetan Zupan, ki je takoj poklical Vilka Ovsenika, ki je tedaj iskal nadomestilo za obolelo pevko Emo Prodnik. Tri dni pozneje je že imela avdicijo, čez dva tedna pa prvi televizijski nastop z Avseniki v Hannovru v Nemčiji. Za izboljšanje petja se je začela učiti solo petja pri Sabiri Hajdarevič, z nasveti pa sta ji pomagala tudi operna pevka Zlata Ognjanovič in Vilko Ovsenik. V pismu ji je svojo podporo in pohvalo izrazila tudi predhodnica Prodnikova, kar je Joži veliko pomenilo.
V osmih letih pri Avsenikih (od leta 1982 pa do konca delovanja leta 1990) je z njimi opravila okoli štiristo nastopov po zahodni Evropi in doma, gostovali pa so tudi v ZDA. Pri njih je ostala prav do konca, vključno s studijsko zasedbo. Ko je bila na porodniškem dopustu, sta jo nadomeščali solistka Mariborske opere Regina Vezonik in Anka Hribovšek Frece, članica Ansambla Savinjskih 7. Za ansambel je napisala tudi nekaj besedil, najbolj poznana skladba z njenim besedilom je Na Menini planini.
Po odhodu od Avsenikov se še naprej redno posveča petju. Posnela je več ljudskih pesmi in pesmi v ljudskem duhu ob spremljavi citrarja Mihe Dovžana in s sodelovanjem Ota Pestnerja in Ivanke Kraševec Prešern. Nastopala je tudi s harmonikarjem Božom Matičičem. Za posebne priložnosti se znova zbere Avsenikov pevski tercet, prepeva pa tudi v duetu z Brigito Vrhovnik. Leta 1997 je kot najboljša pevka narodnozabavne glasbe prejela najvišje priznanje, in sicer Zlatega petelina.
Z družino živi na Vrhpolju pri Kamniku. Ima dva otroka. Hči Mateja je akademsko izobražena glasbenica, sin Samo pa je član zasedb Ansambel Ognjeni muzikanti in Kvatropirci.

### Dobrodelnost
V začetku 21. stoletja je spoznala invalidko Janjo Blatnik iz Leskovca pri Krškem in ji pomagala pri izdaji njenih knjig. Na njihovih predstavitvah je nastopala z Dovžanom ali Matičičem. Od leta 2000 vodi tudi mesečna romanja v Marijina svetišča po Sloveniji in sodeluje v molitveni skupini frančiškanov v Kamniku. Tam vsak teden del mašnega daru namenijo za pomoč fantom iz skupnosti Cenacolo iz Škocjana na Dolenjskem.

## Literarno delo
Joži Kališnik se ukvarja tudi z literarnim ustvarjanjem, saj ji poleg družine namreč veliko pomeni molitev. Molitve je začela zbirati že v času prepevanja pri Avsenikih in jih leta 2014 več kot 500 strnila v knjigo Molitve v različnih osebnih potrebah in ob ljudskih pobožnostih, ki je izšla v samozaložbi. Našla jih je v knjigah, nekaj jih je poznala od doma, nekatere pa je slišala od ljudi na srečanjih. Nekaj jih je zbrala v manjše zloženke in jih delila romarjem. V knjigi je molitve razdelila v 13 poglavij, saj ima ta številka posebni pomen. Trinajsti dan v vsakem mesecu je Marijin oziroma Fatimski dan.
Začetki njenega ustvarjanja sicer segajo že v sedemdeseta leta dvajsetega stoletja. Takrat je napisala knjižico o svoji rojstni vasi Špitalič v Tuhinjski dolini, ki je takrat praznovala 750-letnico obstoja. Leta 2003 je v samozaložbi izdala knjigo o življenju in delu ljudske umetnice Kati Turk. Njeno pesem Atove cokle je uglasbila za Ansambel Viharnik, v katerem je takrat sodeloval njen sin Samo.

### Besedila
Joži Kališnik je za nekatere izvajalce spisala nekaj besedil, največ pa za Avsenike:
- Ansambel bratov Avsenik: Čudoviti gorski svet, Na Menini planini, O, sveti Florijan.
- Ansambel bratov Poljanšek: Biseri Tuhinjske doline.
- Ansambel Igor in zlati zvoki: Naša ata ni copata, Naša mam'ca je ta glavna.